# Groupe G des éliminatoires de la zone Europe de la Coupe du monde de football 2026
 (décembre 2024).
Si vous disposez d'ouvrages ou d'articles de référence ou si vous connaissez des sites web de qualité traitant du thème abordé ici, merci de compléter l'article en donnant les références utiles à sa vérifiabilité et en les liant à la section « Notes et références ».
Navigation
Groupe F Groupe H
Le groupe G de la zone Europe des éliminatoires de la Coupe du monde de football 2026 est l'un des douze groupes de la zone Europe des éliminatoires de la Coupe du monde, tournoi pour décider quelles équipes se qualifieront pour la phase finale de la Coupe du monde de football 2026 au Canada, Mexique et aux États-Unis. Le groupe G se compose de cinq équipes : la Pologne, la Finlande, la Lituanie et Malte. La dernière équipe est déterminée par le match de Ligue des Nations entre l'Espagne et les Pays-Bas. Les équipes s'affronteront à domicile et à l'extérieur dans un tournoi toutes rondes.
Le vainqueur du groupe se qualifie directement pour la phase finale de la Coupe du monde de football 2026, tandis que le deuxième passe par des barrages.

## Classement
| Rang | Équipe   | Pts | J | G | N | P | Bp | Bc | Diff |  | Résultats (▼ dom., ► ext.) |     |     |     |     |     |
| ---- | -------- | --- | - | - | - | - | -- | -- | ---- |  | -------------------------- | --- | --- | --- | --- | --- |
| 1    | Finlande | 7   | 4 | 2 | 1 | 1 | 5  | 5  | 0    |  | Finlande                   |     | 0-2 | 2-1 | -   | -   |
| 2    | Pays-Bas | 6   | 2 | 2 | 0 | 0 | 10 | 0  | +10  |  | Pays-Bas                   | -   |     | -   | -   | 8-0 |
| 3    | Pologne  | 6   | 3 | 2 | 0 | 1 | 4  | 2  | +2   |  | Pologne                    | -   | -   |     | 1-0 | 2-0 |
| 4    | Lituanie | 2   | 3 | 0 | 2 | 1 | 2  | 3  | -1   |  | Lituanie                   | 2-2 | -   | -   |     | -   |
| 5    | Malte    | 1   | 4 | 0 | 1 | 3 | 0  | 11 | -11  |  | Malte                      | 0-1 | -   | -   | 0-0 |     |

## Matchs
Le programme des rencontres est annoncé par l'UEFA le 13 décembre 2024, jour du tirage,.
Les heures sont en CEST et CET, selon la liste de l'UEFA (les heures locales, si différentes, sont entre parenthèses).
| 1re journée        | Pologne                     | 1 - 0   | Lituanie  | Stade national, Varsovie                                                              |                                                                                       |
| 21 mars 2025 20h45 | ( Kamiński) Lewandowski 81e | (0 - 0) |           | Spectateurs : 55 738 Arbitrage : Tasos Sidiropoulos Arbitre vidéo : Angelos Evangelou | Spectateurs : 55 738 Arbitrage : Tasos Sidiropoulos Arbitre vidéo : Angelos Evangelou |
| 21 mars 2025 20h45 | Piątkowski 70e              | Rapport | 55e Utkus | Spectateurs : 55 738 Arbitrage : Tasos Sidiropoulos Arbitre vidéo : Angelos Evangelou | Spectateurs : 55 738 Arbitrage : Tasos Sidiropoulos Arbitre vidéo : Angelos Evangelou |

| 21 mars 2025 | Malte    | 0 - 1   | Finlande              | Ta' Qali Stadium, Ħ'Attard                                                      |                                                                                 |
| 20h45        |          | (0 - 1) | 38e Antman (Källman ) | Spectateurs : 5 106 Arbitrage : Simone Sozza Arbitre vidéo : Gianluca Aureliano | Spectateurs : 5 106 Arbitrage : Simone Sozza Arbitre vidéo : Gianluca Aureliano |
| 20h45        | Shaw 78e | Rapport | 26e Peltola           | Spectateurs : 5 106 Arbitrage : Simone Sozza Arbitre vidéo : Gianluca Aureliano | Spectateurs : 5 106 Arbitrage : Simone Sozza Arbitre vidéo : Gianluca Aureliano |

| 2e journée                 | Lituanie                                            | 2 - 2   | Finlande                            | Stade S.-Darius-et-S.-Girėnas, Kaunas                                               |                                                                                     |
| 24 mars 2025 18h00 (19h00) | ( Dolžnikov) Kučys 39e · ( Golubickas) Gineitis 69e | (1 - 2) | 4e Kairinen · 17e (pen.) Pohjanpalo | Spectateurs : 10 421 Arbitrage : Erik Lambrechts Arbitre vidéo : Bram Van Driessche | Spectateurs : 10 421 Arbitrage : Erik Lambrechts Arbitre vidéo : Bram Van Driessche |
| 24 mars 2025 18h00 (19h00) | Girdvainis 16e · Gineitis 70e · Milašius 73e        | Rapport | 42e Tenho · 45e Ivanov              | Spectateurs : 10 421 Arbitrage : Erik Lambrechts Arbitre vidéo : Bram Van Driessche | Spectateurs : 10 421 Arbitrage : Erik Lambrechts Arbitre vidéo : Bram Van Driessche |

| 24 mars 2025 | Pologne                                          | 2 - 0   | Malte                                       | Stade national, Varsovie                                                   |                                                                            |
| 20h45        | ( Piątek) Świderski 27e · ( Moder) Świderski 51e | (1 - 0) |                                             | Spectateurs : 45 872 Arbitrage : Morten Krogh Arbitre vidéo : Jakob Kehlet | Spectateurs : 45 872 Arbitrage : Morten Krogh Arbitre vidéo : Jakob Kehlet |
| 20h45        | Frankowski 45+4e · Slisz 65e                     | Rapport | 18e Muscat · 69e Tuma · 74e, 90+1e Chouaref | Spectateurs : 45 872 Arbitrage : Morten Krogh Arbitre vidéo : Jakob Kehlet | Spectateurs : 45 872 Arbitrage : Morten Krogh Arbitre vidéo : Jakob Kehlet |

| 3e journée        | Malte                                         | 0 - 0                         | Lituanie                         | Ta' Qali Stadium, Ħ'Attard                                                            |                                                                                       |
| 7 juin 2025 18h00 |                                               | (0 - 0)                       |                                  | Spectateurs : 2 785 Arbitrage : Marian Alexandru Barbu Arbitre vidéo : Ovidiu Hațegan | Spectateurs : 2 785 Arbitrage : Marian Alexandru Barbu Arbitre vidéo : Ovidiu Hațegan |
| 7 juin 2025 18h00 | Mbong 24e · Camenzuli 89e · Guillaumier 90+5e | Rapport (FIFA) Rapport (UEFA) | 17e Kažukolovas · 90e Tutyškinas | Spectateurs : 2 785 Arbitrage : Marian Alexandru Barbu Arbitre vidéo : Ovidiu Hațegan | Spectateurs : 2 785 Arbitrage : Marian Alexandru Barbu Arbitre vidéo : Ovidiu Hațegan |

| 7 juin 2025   | Finlande     | 0 - 2                         | Pays-Bas                         | Stade olympique, Helsinki                                                         |                                                                                   |
| 20h45 (21h45) |              | (0 - 2)                       | 6e Depay · 23e Dumfries ( Gakpo) | Spectateurs : 29 483 Arbitrage : Daniel Siebert Arbitre vidéo : Christian Dingert | Spectateurs : 29 483 Arbitrage : Daniel Siebert Arbitre vidéo : Christian Dingert |
| 20h45 (21h45) | Niskanen 90e | Rapport (FIFA) Rapport (UEFA) | 28e van Hecke · 61e Reijnders    | Spectateurs : 29 483 Arbitrage : Daniel Siebert Arbitre vidéo : Christian Dingert | Spectateurs : 29 483 Arbitrage : Daniel Siebert Arbitre vidéo : Christian Dingert |

| 4e journée         | Pays-Bas | 8 - 0                         | Malte                       | Euroborg, Groningue                                                                 |                                                                                     |
| 10 juin 2025 20h45 | Depay 9e (pen.) · ( Dumfries) Depay 16e · ( de Jong) van Dijk 20e · ( Depay) Simons 61e · ( van de Ven) Malen 74e · ( Malen) Lang 78e · ( de Jong) Malen 80e · van de Ven 90+2e | (3 - 0)                       |                             | Arbitrage : Ricardo de Burgos Bengoetxea Arbitre vidéo : Guillermo Cuadra Fernández | Arbitrage : Ricardo de Burgos Bengoetxea Arbitre vidéo : Guillermo Cuadra Fernández |
| 10 juin 2025 20h45 | Lang 64e | Rapport (FIFA) Rapport (UEFA) | 34e Teuma · 56e Guillaumier | Arbitrage : Ricardo de Burgos Bengoetxea Arbitre vidéo : Guillermo Cuadra Fernández | Arbitrage : Ricardo de Burgos Bengoetxea Arbitre vidéo : Guillermo Cuadra Fernández |

| 10 juin 2025  | Finlande                                      | 2 - 1                         | Pologne                       | Stade olympique, Helsinki                               |                                                         |
| 20h45 (21h45) | Pohjanpalo 31e (pen.) · ( Antman) Källman 64e | (1 - 0)                       | 69e Kiwior                    | Arbitrage : João Pinheiro Arbitre vidéo : Tiago Martins | Arbitrage : João Pinheiro Arbitre vidéo : Tiago Martins |
| 20h45 (21h45) | Kairinen 35e                                  | Rapport (FIFA) Rapport (UEFA) | 34e Bednarek · 90+2e Zalewski | Arbitrage : João Pinheiro Arbitre vidéo : Tiago Martins | Arbitrage : João Pinheiro Arbitre vidéo : Tiago Martins |

| 5e journée                     | Lituanie                      | -   | Malte |                             |                             |
| 4 septembre 2025 18h00 (19h00) |                               | (-) |       | Arbitrage : Arbitre vidéo : | Arbitrage : Arbitre vidéo : |
| 4 septembre 2025 18h00 (19h00) | Rapport (FIFA) Rapport (UEFA) |     |       | Arbitrage : Arbitre vidéo : | Arbitrage : Arbitre vidéo : |

| 4 septembre 2025 | Pays-Bas                      | -   | Pologne |                             |                             |
| 20h45            |                               | (-) |         | Arbitrage : Arbitre vidéo : | Arbitrage : Arbitre vidéo : |
| 20h45            | Rapport (FIFA) Rapport (UEFA) |     |         | Arbitrage : Arbitre vidéo : | Arbitrage : Arbitre vidéo : |

| 6e journée       | Lituanie                      | -   | Pays-Bas |                             |                             |
| 7 septembre 2025 |                               | (-) |          | Arbitrage : Arbitre vidéo : | Arbitrage : Arbitre vidéo : |
| 7 septembre 2025 | Rapport (FIFA) Rapport (UEFA) |     |          | Arbitrage : Arbitre vidéo : | Arbitrage : Arbitre vidéo : |

| 7 septembre 2025 | Pologne                       | -   | Finlande | Stade de Silésie, Chorzów   |                             |
| 20h45            |                               | (-) |          | Arbitrage : Arbitre vidéo : | Arbitrage : Arbitre vidéo : |
| 20h45            | Rapport (FIFA) Rapport (UEFA) |     |          | Arbitrage : Arbitre vidéo : | Arbitrage : Arbitre vidéo : |

| 7e journée                   | Finlande                      | -   | Lituanie |                             |                             |
| 9 octobre 2025 18h00 (19h00) |                               | (-) |          | Arbitrage : Arbitre vidéo : | Arbitrage : Arbitre vidéo : |
| 9 octobre 2025 18h00 (19h00) | Rapport (FIFA) Rapport (UEFA) |     |          | Arbitrage : Arbitre vidéo : | Arbitrage : Arbitre vidéo : |

| 9 octobre 2025 | Malte                         | -   | Pays-Bas |                             |                             |
| 20h45          |                               | (-) |          | Arbitrage : Arbitre vidéo : | Arbitrage : Arbitre vidéo : |
| 20h45          | Rapport (FIFA) Rapport (UEFA) |     |          | Arbitrage : Arbitre vidéo : | Arbitrage : Arbitre vidéo : |

| 8e journée      | Pays-Bas                      | -   | Finlande |                             |                             |
| 12 octobre 2025 |                               | (-) |          | Arbitrage : Arbitre vidéo : | Arbitrage : Arbitre vidéo : |
| 12 octobre 2025 | Rapport (FIFA) Rapport (UEFA) |     |          | Arbitrage : Arbitre vidéo : | Arbitrage : Arbitre vidéo : |

| 12 octobre 2025 | Lituanie                      | -   | Pologne |                             |                             |
| 20h45 (21h45)   |                               | (-) |         | Arbitrage : Arbitre vidéo : | Arbitrage : Arbitre vidéo : |
| 20h45 (21h45)   | Rapport (FIFA) Rapport (UEFA) |     |         | Arbitrage : Arbitre vidéo : | Arbitrage : Arbitre vidéo : |

| 9e journée                     | Finlande                      | -   | Malte |                             |                             |
| 14 novembre 2025 18h00 (19h00) |                               | (-) |       | Arbitrage : Arbitre vidéo : | Arbitrage : Arbitre vidéo : |
| 14 novembre 2025 18h00 (19h00) | Rapport (FIFA) Rapport (UEFA) |     |       | Arbitrage : Arbitre vidéo : | Arbitrage : Arbitre vidéo : |

| 14 novembre 2025 | Pologne                       | -   | Pays-Bas |                             |                             |
| 20h45            |                               | (-) |          | Arbitrage : Arbitre vidéo : | Arbitrage : Arbitre vidéo : |
| 20h45            | Rapport (FIFA) Rapport (UEFA) |     |          | Arbitrage : Arbitre vidéo : | Arbitrage : Arbitre vidéo : |

| 10e journée            | Malte                         | -   | Pologne |                             |                             |
| 17 novembre 2025 20h45 |                               | (-) |         | Arbitrage : Arbitre vidéo : | Arbitrage : Arbitre vidéo : |
| 17 novembre 2025 20h45 | Rapport (FIFA) Rapport (UEFA) |     |         | Arbitrage : Arbitre vidéo : | Arbitrage : Arbitre vidéo : |

| 17 novembre 2025 | Pays-Bas                      | -   | Lituanie |                             |                             |
| 20h45            |                               | (-) |          | Arbitrage : Arbitre vidéo : | Arbitrage : Arbitre vidéo : |
| 20h45            | Rapport (FIFA) Rapport (UEFA) |     |          | Arbitrage : Arbitre vidéo : | Arbitrage : Arbitre vidéo : |

## Buteurs

### 3 buts
- Memphis Depay

### 2 buts
- Joel Pohjanpalo (dont 1 penalty)
- Donyell Malen
- Karol Świderski

### 1 but
- Oliver Antman
- Kaan Kairinen
- Benjamin Källman
- Armandas Kučys
- Gvidas Gineitis
- Denzel Dumfries
- Virgil van Dijk
- Xavi Simons
- Noa Lang
- Micky van de Ven
- Robert Lewandowski
- Jakub Kiwior

## Passeurs décisives

### 2 passes
- Frenkie de Jong

### 1 passe
- Benjamin Källman
- Oliver Antman
- Artūr Dolžnikov
- Paulius Golubickas
- Cody Gakpo
- Denzel Dumfries
- Memphis Depay
- Micky van de Ven
- Donyell Malen
- Jakub Kamiński
- Krzysztof Piątek
- Jakub Moder

## Discipline
Un joueur est automatiquement suspendu pour le match suivant:
- S'il cumule deux avertissements (cartons jaunes) lors de deux matchs différents.
- S'il se voit décerner une exclusion de terrain (carton rouge).
  - En cas d’infraction grave, l’Instance de contrôle, d’éthique et de discipline de l'UEFA est habilitée à aggraver la sanction, y compris en l'étendant à d'autres compétitions.

| Équipe | Joueurs        | Cartons                                                               | Suspensions |
| ------ | -------------- | --------------------------------------------------------------------- | --- |
| Malte  | Gabriel Mentz  | 6e journée de la Ligue des nations, contre Andorre (19 novembre 2024) | 1re journée, contre Finlande (21 mars 2025) 2e journée, contre Pologne (24 mars 2025) 3e journée, contre Lituanie (7 juin 2025) |
| Malte  | Kurt Shaw      | 1re journée, contre Finlande (21 mars 2025)                           | 2e journée, contre Pologne (24 mars 2025) 3e journée, contre Lituanie (7 juin 2025)                                             |
| Malte  | Ilyas Chouaref | 2e journée, contre Pologne (24 mars 2025)                             | 3e journée, contre Lituanie (7 juin 2025) 4e journée, contre Pays-Bas (10 juin 2025)                                            |